# Canon EOS-1D Mark III
Canon EOS-1D Mark III – profesjonalna lustrzanka cyfrowa japońskiej firmy Canon z serii EOS. Jej premiera miała miejsce 22 lutego 2007 roku. Posiada matrycę APS-H CMOS o wymiarach 28,1 mm x 18,7 mm i rozdzielczości 10 megapikseli. W wyposażeniu aparatu znajduje 3-calowy ekran LCD z trybem Live View. Jego poprzednikiem jest Canon EOS-1D Mark II N.